# 美眉校探
《美眉校探》（英語：Veronica Mars）是一部美国青春劇及侦探剧，编剧是罗伯·托马斯。该剧2004年9月22日首播，在UPN播放两年，并在2007年5月22日结束。该剧由克莉絲汀·貝爾主演。该剧主角是韦罗妮卡，一位高中毕业生，她在侦探父亲的指导下成为了一名私家侦探。
编剧托马斯原本将该书写成一本年轻人的小说，将一位男性设定为主角。章节（剧集）呈一种特殊的结构：韦罗妮卡在解决一些毫不相同的较小案件的同时还在试图解决一个贯穿一季的谜团。该电视剧系列的前两季包含一个贯穿一季的谜团，在这一季的第一集中被详细介绍并最终在结尾被解开。第三季的编排与前两季相比有所不同，主要集中在一个延续几集的谜团上。
广受好评的第一季（22集）在美国获得了每集250万人的收视反响。该剧曾多次登上各种最佳电视剧名单，并多次获得各种奖项及提名。在播映期间，它曾获得两项卫星奖提名，四项土星奖提名，五项青少年选择奖提名，并在2005年美国电影协会年度电视节目中成为重点。在CW电视台2007年度预告中，CW电视台董事长宣布该片停播。2019年，在Hulu平台上開播第四季，原本幾位主角都回歸演出。

## 外部連結
- 互联网电影数据库（IMDb）上《美眉校探》的资料（英文）